# دائرة أولاد براهيم
دائرة أولاد براهيم هي إحدى دوائر ولاية سعيدة الجزائرية.